# Dita phococara
Dita phococara är en fjärilsart som beskrevs av Clarke 1978. Dita phococara ingår i släktet Dita och familjen praktmalar, Oecophoridae. Inga underarter finns listade i Catalogue of Life.